# High School Musical 3 : Nos années lycée
Pour les articles homonymes, voir HSM.
Pour la bande originale, voir High School Musical 3 (album).
Série High School Musical
High School Musical 2
(2007) La Fabulous Aventure de Sharpay
(2011)
Pour plus de détails, voir Fiche technique et Distribution.
High School Musical 3 : Nos années lycée, ou High School Musical 3 : La Dernière Année au Québec, (High School Musical 3: Senior Year) est un film américain de Kenny Ortega sorti en 2008 et qui est le troisième volet de la trilogie High School Musical.
Il fait suite au téléfilm High School Musical : Premiers pas sur scène diffusé en 2006 et à sa suite High School Musical 2 diffusé en 2007. Ce troisième volet est donc un film contrairement aux deux précédents qui sont des téléfilms.
C'est la dernière année au lycée East High pour Troy Bolton, Gabriella Montez et tous leurs amis. Ils sont ainsi confrontés à la perspective d'être séparés à la fin de l'année, et cela les inquiètent, notamment Troy et Gabriella. Ils sont invités à participer à la comédie musicale de fin d'année de leur lycée qui reflètera leurs années passées dans ce lieu, expériences, craintes et espoirs pour l'avenir.

## Synopsis
Le film commence lors de la finale du championnat de basket ; les Wildcats, avec à leur tête le capitaine Troy Bolton, sont menés par l'équipe adverse ; mais lors des seize dernières minutes, grâce à leur détermination et à l'intervention de leur entraîneur Jack Bolton qui redonne du courage au capitaine, les basketteurs de East High se retrouvent vainqueurs et parviennent à conserver leur titre de champion. Lors de la fête donnée pour cette victoire, Troy et Gabriella tentent de profiter de l'instant présent dans la crainte de leur prochaine séparation à la fin de l'année.
Au lycée, Kelsi Neilsen inscrit à leur insu ses camarades à la comédie musicale de fin d'année, qui portera sur « leurs années lycée ». On apprend alors de Mme Darbus que Ryan Evans, Sharpay Evans, Kelsi et Troy on attiré l'attention de la prestigieuse école de spectacle Juilliard de New York, et que ses représentants viendront au spectacle de fin d'année pour juger qui sera le plus apte à obtenir une bourse parmi eux.
Sharpay apprend de son assistante Tiara, qu'elle a recruté après avoir fait passer une annonce au lycée, que Gabriella est admise au programme de pré-rentrée de l'université Stanford, à 1 000 kilomètres de là, qui a lieu lors de la comédie musicale. Ravie d'avoir l'espoir d'être la vedette, elle en informe Troy pour que celui-ci pousse Gabriella à y aller. Mais une fois là-bas, celle-ci l'informe qu'elle ne veut pas rentrer pour le bal de promo, car il serait trop dur pour elle de le quitter à nouveau. Aussi tôt, Troy décide de partir la rejoindre à Stanford et essaye de la ramener à temps pour la comédie musicale. Lors de celle-ci, en l'absence de Troy, Sharpay se retrouve avec la doublure pour le spectacle, ce qui ne semble absolument pas à son goût. Or elle se rend compte que Tiara sa doublure, lui a pris son rôle alors qu'elle prenait celui de Gabriella, finalement elles montent toutes deux sur scène en se défiant. Troy et Gabriella reviennent à temps pour leur duo.
À la fin du spectacle, c'est la remise des diplômes, et la divulgation par Madame Darbus des lieux d'admission de chacun des élèves pour les études supérieures. Kelsi est admise à Juilliard. Alors que l'école ne devait au départ ne donner qu'une seule bourse, face au haut niveau de la prestation, les représentants de celle-ci en accorde une seconde à Ryan. Sa sœur Sharpay, quant à elle, ira à l'université d'Albuquerque pour étudier l'art de la scène. Elle restera l'assistante de Madame Darbus au Club d'art dramatique d'East High. Taylor McKessie étudiera les sciences politiques à l'université Yale. Troy quant à lui donne sa décision, il choisit à la fois de rester dans le basketball mais également le théâtre, à l'université de Californie à Berkeley qui lui offre les deux possibilités, ce qui lui permet en plus d'être à seulement environ 53 km de l'université de Gabriella qui étudiera donc le droit à Stanford. Enfin, Chad Danforth obtient lui une bourse de basketball à l'université d'Albuquerque.
Le film se clôt sur Troy, Gabriella, Sharpay, Ryan, Chad et Taylor avec en fond un rideau rouge fermé.

## Fiche technique
- Titre original : High School Musical 3: Senior Year
- Titre français : High School Musical 3 : nos années lycée
- Titre québécois : High School Musical 3 : la Dernière Année
- Réalisation : Kenny Ortega
- Scénario : Peter Barsocchini
- Société de production : Walt Disney Pictures et Borden and Rosenbush Entertainment
- Pays de production :  États-Unis
- Langue : anglais
- Budget : 11 millions de $
- Format : couleur - 35 mm - 1,85:1 - son DTS / Dolby Digital / SDDS
- Genre : comédie dramatique, film musical
- Public : tout public
- Année de tournage : 2008
- Durée : 107 minutes (version originale) / 112 minutes (version longue)
- Dates de sortie[3] :
  - France et Suisse : 22 octobre 2008[4]
  - Canada et États-Unis : 24 octobre 2008[2],[5]
  - Belgique : 29 octobre 2008[4]

## Distribution

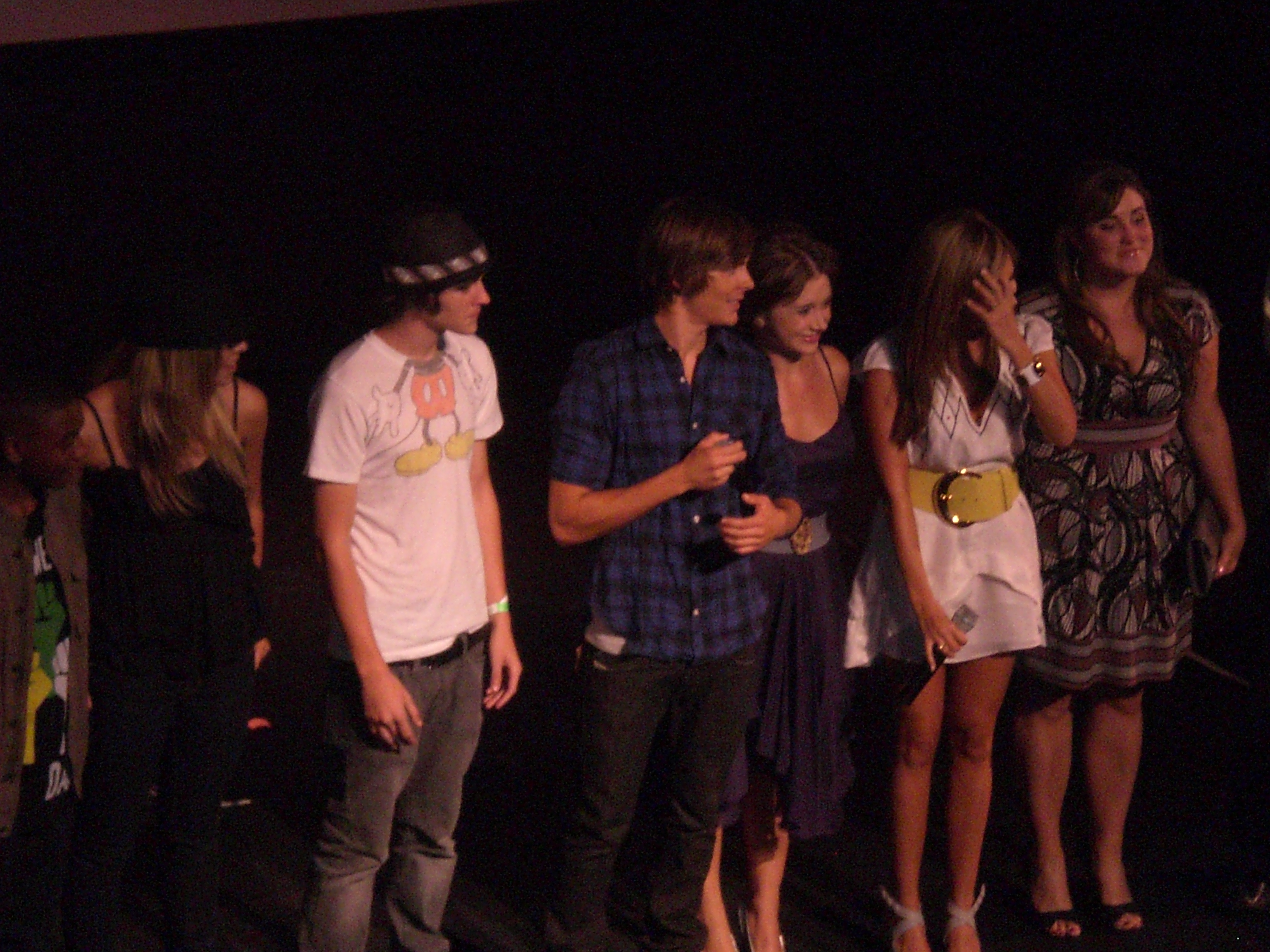
Une partie de la distribution du film avec de gauche à droite, Chris Warren Jr., Jemma McKenzie-Brown, Matthew Prokop, Zac Efron, Olesya Rulin, Ashley Tisdale et Kaycee Stroh.

- Zac Efron (VF : Yoann Sover ; VQ : Nicolas Charbonneaux-Collombet) : Troy Bolton
- Vanessa Hudgens (VF : Adeline Chetail ; VQ : Kim Jalabert) : Gabriella Montez
- Ashley Tisdale (VF : Céline Ronté ; VQ : Karine Vanasse) : Sharpay Evans
- Lucas Grabeel (VF : Donald Reignoux ; VQ : Gabriel Lessard) : Ryan Evans
- Monique Coleman (VF : Sauvane Delanoe ; VQ : Pascale Montreuil) : Taylor McKessie
- Corbin Bleu (VF : Jimmy Redler ; VQ : Éric Bruneau) : Chad Danforth
- Olesya Rulin (VF : Chantal Macé ; VQ : Catherine Bonneau) : Kelsie Neilsen
- Ryne Sanborn (VF : Charles Pestel ; VQ : Hugolin Chevrette-Landesque) : Jason Cross
- Alyson Reed (VF : Brigitte Virtudes ; VQ : Claudine Chatel) : Mme Darbus
- Kaycee Stroh (VF : Gaëlle Marie ; VQ : Marika Lhoumeau) : Martha Cox
- Jemma McKenzie-Brown (VF : Noémie Orphelin ; VQ : Rose-Maïté Erkoreka) : Tiara Gold
- Justin Martin (VF : Gwenaël Sommier ; VQ : Xavier Dolan) : Donny Dion
- Matt Prokop (VF : Thomas Sagols ; VQ : Éric Paulhus) : Jimmie « Rocketman » Zara
- Chris Warren Jr. (VQ : Alexandre Fortin) : Zeke Baylor
- Bart Johnson (VF : Patrick Béthune ; VQ : Yves Soutière) : entraîneur Jack Bolton
- Leslie Wing (VF : Dominique Lelong) : Lucille Bolton
- Joey Miyashima : principal Matsui

## Discographie du film
High School Musical 3, tout comme ses prédécesseurs, est avant tout une comédie musicale. Le film est ainsi ponctué de chansons, interprétées par les protagonistes eux-mêmes. Certaines révèlent leur état d'esprit, leur humeur, leur doute, leur joie, leur peine, leur succès, etc. et d'autres sont chantées dans le cadre de la comédie musicale du lycée qu'ils doivent préparer.
| Titre de la chanson                         | Interprète(s) | Autre(s) interprète(s)                      | Lieu(x) de interprétation                                                  | Raison(s), contexte de l'interprétation |
| ------------------------------------------- | --- | ------------------------------------------- | -------------------------------------------------------------------------- | --- |
| Now or Never                                | Troy Bolton, Gabriella Montez, Chad Danforth, Zeke Baylor, et l'ensemble des Wildcats                                                 | Martha Cox, Jason Cross et les pom-pom girl | Gymnase d'East High                                                        | C'est le dernier match de championnat pour les Wildcast. Ils sont menés par l'équipe adverse 47 à 26 points à la mi-temps, alors qu'il reste seize minutes de jeu avant la fin du match. Durant la pause, alors que les basketteurs semblent épuisés, leur entraîneur les remotive, en leur disant qu'ils ne leur restent plus que seize minutes ensemble et qu'ils peuvent réussir. De retour sur le terrain, et à la reprise du match, ils expriment leur force et détermination avec cette chanson, leur capitaine Troy en tête. L'apparition de Gabriella dans le public aide également ce dernier. Les Wildcast réussiront finalement à conserver leur titre de champion en remportant ce match. |
| Right Here, Right Now                       | Troy Bolton et Gabriella Montez | /                                           | La cabane de Troy dans l'arbre de son jardin                               | Après la victoire des Wildcast au championnat, une fête est organisée dans le jardin de Troy avec de nombreux invités. Ce dernier et son amoureuse Gabriella s'éclipsent dans la cabane en bois construite avec son père dans un arbre du jardin. Ils en profitent pour parler ensemble de l'avenir, et expriment des craintes à l'idée d'être séparés, alors que la fin de l'année arrive à grands pas. Gabriella est admise à l'université Stanford pour étudier le droit, tandis que Troy se prépare à obtenir une bourse pour l'université d'Albuquerque ; l'entraîneur de l'équipe de basket de cette dernière est d'ailleurs présent à la fête. L'idée d'être séparés de 1 684 km l'un de l'autre les peinent. À travers cette chanson, ils expriment leur volonté de profiter de l'instant présent. |
| I Want It All                               | Sharpay et Ryan Evans | /                                           | Cafétéria (réfectoire) du lycée                                            | Pendant que Ryan choisit son déjeuner, sa sœur exprime sa détermination à être admise à Julliard, la prestigieuse école de spectacle de New York qui offrira une bourse à un étudiant à l'issue du spectacle de fin d'année. Sharpay commence à chanter pour exprimer ses rêves de gloire et questionner son frère là dessus. Ils se déclarent tous deux enchantés à l'idée de devenir célèbres. |
| Can I Have This Dance?                      | Troy Bolton et Gabriella Montez | /                                           | Le jardin sur le toit du lycée                                             | Après avoir reçu un appel de sa part, Gabriella rejoint Troy dans le jardin situé sur le toit du lycée. Il lui demande alors quel costume il peut choisir pour le bal de promo de fin d'année. Troy lui dit également qu'il n'a jamais été dansé dans un bal, et qu'il n'a aucune idée dont la valse se danse. Gabriella, habituée depuis l'enfance à valser, lui donne un cours improvisé et les deux amoureux en profite pour se ré-exprimer mutuellement leur amour à travers cette chanson. |
| A Night to Remember                         | Troy Bolton, Chad Danforth, Gabriella Montez, Jason Cross, Zeke Baylor, Taylor McKessie, Martha, Kelsi Neilsen, Sharpay et Ryan Evans | /                                           | Salle de spectacle d'East High                                             | Chad vient de demander devant l'ensemble du réfectoire du lycée si Taylor pouvait l'accompagner pour le bal de fin d'année. Celle-ci en est ravie. Désormais, le grand moment arrive, ils ne peuvent plus faire marche arrière, et tous les protagonistes du film répètent pour le spectacle en évoquant les préparations et la nuit de souvenir qu'ils vont bientôt passer. |
| Just Wanna Be with You                      | Ryan Evans et Kelsi Neilsen | Troy Bolton et Gabriella Montez             | Salle de musique et salle de spectacle d'East High                         | Arrivé au lycée, Ryan rejoint Kelsi dans la salle de musique d'East High. Elle est en train de composer une nouvelle partition. Il s'assoit à côté d'elle au piano et la chante. Il en profite pour l'inviter au bal de promo, malgré le fait que Kelsi prévoit d'être débordée de travail à ce moment-là, deux jours avant le spectacle. Ensuite, Troy et Gabriella répètent cette chanson qui a été écrite pour eux dans la salle de spectacle. |
| The Boys Are Back                           | Troy Bolton et Chad Danforth | /                                           | Décharge d'automobiles                                                     | Troy et Chad se rendent dans une décharge d'automobile ; Troy a un problème avec le carburateur de son camion, et il a besoin d'un bouchon de radiateur. Le directeur de la décharge Monsieur Riley leur annonce dans le même temps qu'il a déjà réservé ses billets pour venir les voir jouer avec l'équipe de basket d'Albuquerque l'an prochain. Alors que Chad dit à Troy qu'il va falloir commencer à s'entrainer sérieusement, ce dernier lui dit qu'il ne veut pas d'un avenir dessiné à l'avance, mais qu'il veut que son avenir soit le sien. Chad lui rétorque que lorsqu'il fait le spectacle, on a l'impression qu'il est cinq personnes en même temps. Troy lui répond que ça n'est pas un problème car enfants, quand ils venaient à cette même décharge, ils pouvaient tout être, quand ils le voulaient, tout imaginer. Ils se remémorent alors leurs souvenirs d'enfance puis expriment à travers cette chanson le fait qu'ils sont de retour, qu'ils considèrent tout possible comme lorsqu'ils avaient huit ans et qu'ils jouaient dans ce même lieu. Ils apparaissent d'ailleurs à un moment enfants. |
| Walk Away                                   | Gabriella Montez | /                                           | Maison de Gabriella                                                        | Sharpay vient d'annoncer à Troy que Gabriella a été admise à la pré-rentrée de Stanford (programme avancé) qui commencera dans une semaine. Elle a été informée de ceci par son assistante Tiara alors que Gabriella n'en a pas encore parlé à Troy, hésitant de partir si loin. Sharpay souhaite que Troy convainque Gabriella de partir pour pouvoir chanter avec lui lors du spectacle. Troy se rend chez Gabriella le soir-même. Alors qu'ils mangent une pizza que Troy a rapporté dans sa chambre, ce dernier essaye de convaincre son amoureuse de ne pas laisser passer cette chance qui s'offre à elle. Alors qu'ils se disent au revoir, Gabriella exprime à travers cette chanson sa volonté de devoir partir, même si c'est dur, alors que sa maison se vide petit à petit et qu'elle déménage. Dans le même temps, Troy ressent de la tristesse, seul, dans le jardin sur le toit du lycée et dans le couloir. |
| Scream                                      | Troy Bolton | /                                           | Gymnase, cafétéria (réfectoire) et salle de spectacle d'East High          | Troy, toujours triste à la suite du départ de Gabriella, rejoint son père dans la cour de leur maison et font quelques paniers de basket. Ce dernier lui demande des nouvelles de Gabriella puis lui demande également à quel moment il avait l'occasion de lui parler de l'école Julliard qui l'a approché. Jack Bolton ne comprend pas que son fils ne souhaite pas absolument aller à Albuquerque. Ce dernier lui rétorque qu'il doit faire son propre choix. Rongé par le doute, face à un dilemme, il se rend au lycée et exprime ses questionnements, ses confusions et ses sentiments à travers cette chanson. À la fin, il rencontre Madame Darbus qui lui conseille de faire confiance à son instinct. |
| Can I Have This Dance? (Reprise)            | Troy Bolton et Gabriella Montez | /                                           | Université Stanford et salle de spectacle d'East High                      | Gabriella a annoncé à Troy qu'elle ne souhaitait pas rentrer pour participer au bal de promo du lycée ; ayant eu du mal à s'habituer à être loin de lui et de ses amis, elle ne veut pas que ça recommence. Peiné, Troy décide de faire une surprise à Gabriella en allant la chercher sur place. Il lui dit qu'il veut être avec elle pour le bal, où qu'elle soit, et qu'il est venu la chercher. Ils reprennent cette chanson puis se rendent finalement à East High ensemble pour le bal. |
| Senior Year Spring Musical Medley           | Kelsi Neilsen, Ryan Evans, Chad Danforth, Sharpay Evans, Jimmie la fusée, Troy Bolton, Gabriella Montez, & Tiara                      | /                                           | Scène de spectacle d'East High                                             | C'est le spectacle de fin d'année. Plusieurs chansons sont interprétées : Last Chance par Kelsi & Ryan, Now or Never (Reprise) par Chad et l'ensemble des Wildcast, I Want it All (Reprise) avec Ryan et les danseuses, Just Wanna Be with You (Reprise) avec Sharpay, Jimmy la Fusée, Troy, Gabriella, et l'ensemble, et A Night to Remember (Reprise) avec Tiara, Sharpay et des choristes. |
| We're All in This Together (Graduation Mix) | Troy Bolton, Gabriella Montez, Sharpay et Ryan Evans, Chad Danforth, Taylor McKessie                                                  | /                                           | Scène de spectacle d'East High lors de la cérémonie de remise des diplômes | Cette musique, qui est une reprise remixée de la dernière chanson du premier volet, est interprétée au tout début de la cérémonie de remise des diplômes, avant la divulgation par Madame Darbus des admissions de chacun des élèves. On l'entend également après la cérémonie, lorsque Troy prononce son discours. |
| High School Musical                         | Troy Bolton, Gabriella Montez, Sharpay et Ryan Evans, Chad Danforth, Taylor McKessie                                                  | L'ensemble des élèves                       | Terrain de football du lycée lors de la cérémonie de remise des diplômes   | Troy vient de prononcer son discours pour la cérémonie de remise des diplômes du lycée. Il a évoqué ses souvenirs du lycée, ses rencontres, etc. La cérémonie est terminée, l'ensemble des élèves se réunissent sur le terrain de football, lancent leur Cap and Gown et interprètent cette chanson qui évoquent avec satisfaction leurs années passées au lycée, et rappellent que l'avenir est devant eux. Cette chanson clôt le film et la trilogie High School Musical. Tout à la fin, le film se termine sur nos six héros remerciant le public avant qu'un rideau rouge ne se ferme devant eux. |

## Réception

### Sortie par pays
| Pays        | Titre                                    | Date de sortie   | Date de première diffusion à la télévision |
| ----------- | ---------------------------------------- | ---------------- | ------------------------------------------ |
| États-Unis  | High School Musical 3: Senior Year       | 24 octobre 2008  | 4 avril 2010                               |
| Canada      | High School Musical 3: Senior Year       | 24 octobre 2008  |                                            |
| Brésil      | High School Musical 3: Ano da Formatura  | 24 octobre 2008  | 13 mars 2011                               |
| Colombie    | High School Musical 3: La Graduación     | 24 octobre 2008  |                                            |
| Uruguay     | High School Musical 3: La Graduación     | 21 octobre 2008  |                                            |
| Venezuela   | High School Musical 3: La Graduación     | 28 octobre 2008  |                                            |
| Pérou       | High School Musical 3: La Graduación     | 30 octobre 2008  |                                            |
| Mexique     | High School Musical 3: La Graduación     | 31 octobre 2008  |                                            |
| Équateur    | High School Musical 3: La Graduación     | 31 octobre 2008  |                                            |
| Guatemala   | High School Musical 3: La Graduación     | 31 octobre 2008  |                                            |
| Belize      | High School Musical 3: La Graduación     | 31 octobre 2008  |                                            |
| Salvador    | High School Musical 3: La Graduación     | 31 octobre 2008  |                                            |
| Nicaragua   | High School Musical 3: La Graduación     | 31 octobre 2008  |                                            |
| Honduras    | High School Musical 3: La Graduación     | 31 octobre 2008  |                                            |
| Panama      | High School Musical 3: La Graduación     | 31 octobre 2008  |                                            |
| Costa Rica  | High School Musical 3: La Graduación     | 31 octobre 2008  |                                            |
| France      | High School Musical 3 : nos années lycée | 22 octobre 2008  | 31 octobre 2011                            |
| Royaume-Uni | High School Musical 3: Senior Year       | 24 octobre 2008  | 4 décembre 2009                            |
| Irlande     | High School Musical 3: Senior Year       | 24 octobre 2008  | 4 décembre 2009                            |
| Turquie     | High School Musical 3: Yıldızlar Takımı  | 14 novembre 2008 | 23 juillet 2011                            |
| Allemagne   | High School Musical 3: Senior Year       | 23 octobre 2008  |                                            |
| Espagne     | High School Musical 3: Fin de Curso      | 24 octobre 2008  | 16 novembre 2012                           |
| Italie      | High School Musical 3: Senior Year       | 31 octobre 2008  |                                            |
| Russie      | Классный мюзикл: Выпускной               | 13 novembre 2008 | 27 mars 2011                               |
| Belgique    |                                          | 29 octobre 2008  |                                            |
| Suisse      |                                          | 22 octobre 2008  |                                            |
| Indonésie   | High School Musical 3: Senior Year       | 29 octobre 2008  | 19 septembre 2012                          |
| Singapour   | High School Musical 3: Senior Year       | 24 octobre 2008  | 19 septembre 2012                          |
| Thaïlande   | High School Musical 3: Senior Year       | 22 janvier 2009  | 19 septembre 2012                          |
| Viêt Nam    | High School Musical 3: Senior Year       | 20 novembre 2008 | 19 septembre 2012                          |
| Brunei      | High School Musical 3: Senior Year       |                  | 19 septembre 2012                          |
| Malaisie    | High School Musical 3: Senior Year       |                  | 19 septembre 2012                          |
| Cambodge    | High School Musical 3: Senior Year       |                  | 19 septembre 2012                          |

### Box-office
Le film a fait un démarrage très important, en Amérique du Nord, avec près de 42 millions de dollars américains pour le premier week-end d'exploitation.
| Semaine du                    | France | France  | France    | Québec | Québec                   | Québec      | Canada (en) | Canada (en)     | Canada (en) | États-Unis | États-Unis   | États-Unis   |
| Semaine du                    | Place  | Entrées | Cumul     | Place  | Recettes                 | Cumul       | Place       | Recette         | Cumul       | Place      | Recette      | Cumul        |
| ----------------------------- | ------ | ------- | --------- | ------ | ------------------------ | ----------- | ----------- | --------------- | ----------- | ---------- | ------------ | ------------ |
| 22 au 28 octobre 2008         | 2e     | 720 522 | —         | 1re    | 594 459 $ (1er week-end) | —           | 1re         | 3.74 millions $ | —           | 1re        | 42 000 000 $ | —            |
| 29 octobre au 4 novembre 2008 | 2e     | 672 684 | 1 393 206 | 1re    | 225 973 $                | 902 325 $   | —           | NC              | NC          | 1re        | 15 316 072 $ | 57 316 072 $ |
| 5 au 11 novembre 2008         | 5e     | 252 675 | 1 645 881 | 2e     | 182 018 $                | 1 130 788 $ | —           | NC              | NC          | —          | NC           | NC           |
| 12 au 18 novembre 2008        | 9e     | 88 260  | 1 734 141 | 3e     | 112 270 $                | 1 273 846 $ | —           | NC              | NC          | 4e         | 5,7 M $      | 84,2 M $     |
| 19 au 25 novembre 2008        | 9e     | 59 169  | 1 793 310 | 7e     | 45 542 $                 | 1 339 780 $ | 7e          | 228 730 $       | 8,46 M $    | 7e         | 2 006 000 $  | 86 621 000 $ |

High School Musical 3 a généralement bien été reçu par le public nord-américain, lors de sa sortie le 24 octobre 2008. Le film a été classé au premier rang du box-office nord-américain et du box-office québécois, devançant le film d’horreur Saw 5 (Décadence 5 au Québec),. Il a amassé 594 459 $ au Québec en seulement trois jours, soit lors de son premier week-end en salle. Les recettes du film étaient de 42 millions de dollars lors de la dernière estimation.
À l'affiche pendant onze semaines en France, le film termine dix-septième au box-office français pour l'année 2008 avec 1 934 664 entrées.

### Sorties DVD
Le film est sorti le 22 avril 2009 en DVD en France sous trois formes :
- le DVD simple avec le film ;
- le coffret 2 DVD avec le film (en version longue) et des bonus (karaoké, clips, scènes coupées, bêtisier, coulisses, reportages) ;
- le coffret Blu-ray avec deux disques (1 Blu-ray et 1 DVD) ainsi que des bonus cachés.

## Autour du film
- Ce troisième et dernier volet de la saga High School Musical a bénéficié d'un spin-off en 2011, La Fabulous Aventure de Sharpay, basé sur le personnage de Sharpay Evans.
- Si les téléfilms diffusés au Québec l'étaient en version française de France, le film de cinéma sorti au Québec a eu droit à un doublage québécois[2].
- Le procédé 3D qui devait accompagner ce troisième volet a été abandonné.